# María Eugenia León
Nascuda a les Illes Canàries (Espanya) el 1984, al municipi de Telde (Las Palmas). És una compositora para pel·lícules, televisió i música de concert,així com directora d'orquestra. Té el Certificat Professional de Música, especialitzat en piano, a través del Conservatori Superior de Música de Canàries. Posteriorment, es va graduar al prestigiós Berkle College of Music (Boston, EUA) després de rebre una beca de la European Tour Scholarship; allà es va especialitzar en composició per a audiovisuals, composició clàssica i direcció d'orquestra. Va ser la directora assistent de la Simfònica de Palisades i també va ser seleccionada com a directora de Cal Phil. A més, ha tingut l'oportunitat de treballar amb la Berklee Silent Film Orchestra. Actualment és ajudant de direcció coral i pianista acompanyant en diversos cors de Santa Monica (Califòrnia), i desenvolupa les seves activitats professionals a Espanya i els Estats Units des de Los Angeles (Califòrnia).